# Rezelsdorf

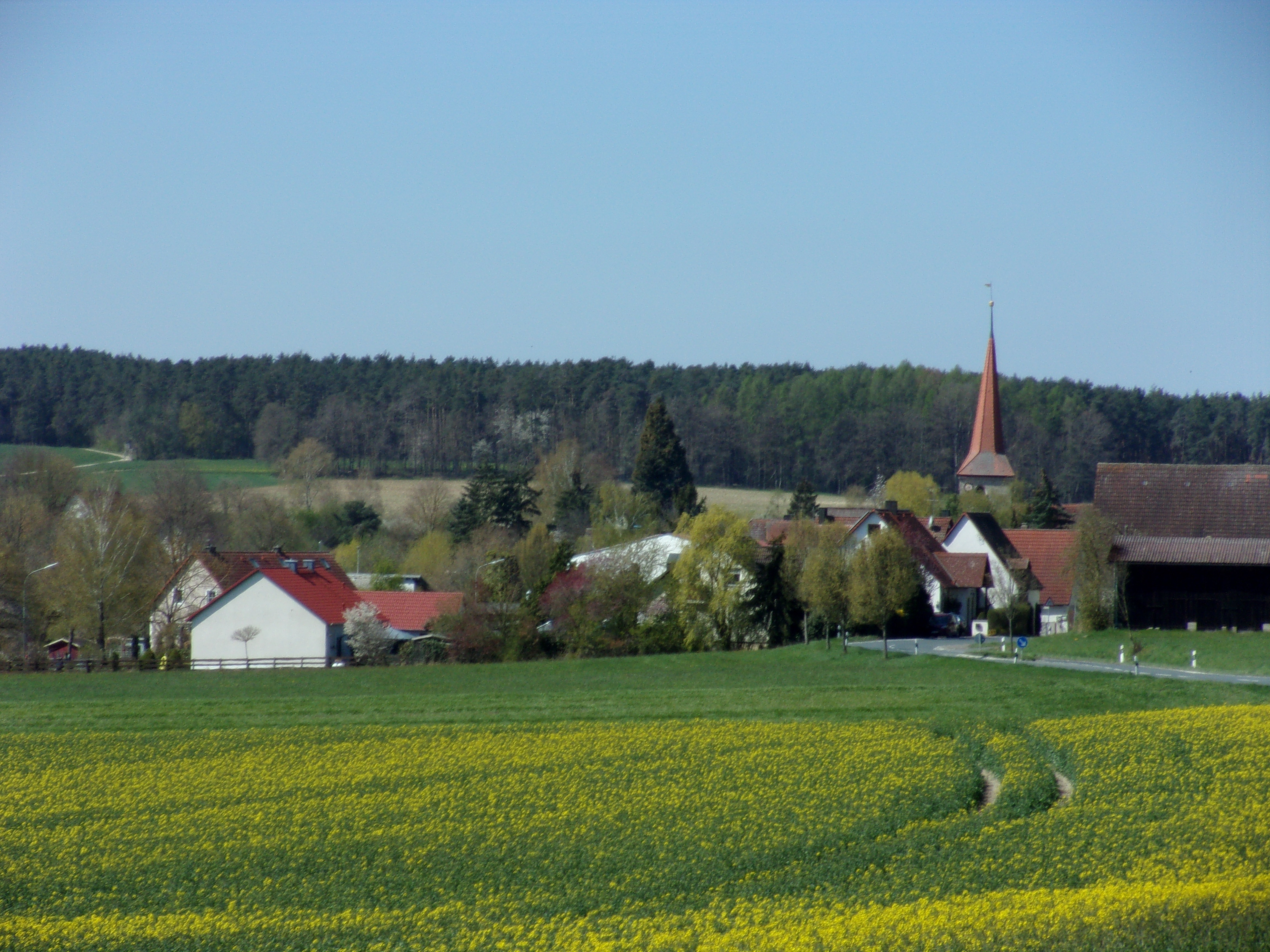
Rezelsdorf, von Osten her gesehen

Rezelsdorf ist ein Gemeindeteil des Marktes Weisendorf im Landkreis Erlangen-Höchstadt (Mittelfranken, Bayern). Die Gemarkung Rezelsdorf hat eine Fläche von 6,481 km². Sie ist in 657 Flurstücke aufgeteilt, die eine durchschnittliche Flurstücksfläche von 9864,07 m² haben. In ihr liegt neben dem namensgebenden Ort der Gemeindeteil Sintmann.

## Geografie
Das Kirchdorf liegt am Strietgraben, einem linken Zufluss der Seebach. Der Strietgraben speist eine Kette von Weihern südöstlich des Ortes, ein rechter Nebenfluss des Strietgrabens speist südlich des Ortes die Feldweiher. Unmittelbar ist der Ort von Acker- und Grünland mit vereinzeltem Baumbestand umgeben. Im Süden wird die Flur Leiten genannt, im Südosten erhebt sich der Rummel (351 m ü. NHN). 0,5 km östlich liegt das Engelholz. 0,5 km nördlich und westlich gibt es ein zusammenhängendes Waldgebiet, im Westen Schatzgrube, im Südwesten Urlas genannt. Im Urlas erhebt sich der Lerchenhügel (373 m ü. NHN). 1 km südwestlich gibt es einen Modellflugplatz.
Die Staatsstraße 2259 verläuft nach Birnbaum (4 km westlich) bzw. nach Weisendorf (4 km östlich). Eine Gemeindeverbindungsstraße verläuft nach Sintmann zur Kreisstraße ERH 28 (1,6 km östlich).

## Geschichte
1303 wurde der Ort im Würzburger Lehenbuch erstmals urkundlich erwähnt. Bestimmungswort des Ortsnamens ist der Personenname Retili bzw. Ratili. Eine Person dieses Namens ist als Gründer der Siedlung anzunehmen. In der Urkunde wurde bestätigt, dass Arnold von Dachsbach vom Würzburger Bischof zwei Drittel des Zehnten von Rezelsdorf als Lehen erhalten hat. Dieser Zehntanteil gelangte in der Folgezeit an die Burggrafschaft Nürnberg. Der andere Zehntanteil stand dem Hochstift Bamberg zu. Der zu dieser Zeit schon existierende Rittersitz war Eigengut der jeweiligen Schlossherren. Im ausgehenden 14. Jahrhundert war es in Besitz der Herren von Seckendorff, die es 1395 an die Herren von Steinlinger verkauften. 1479 wurde dieses vom Nürnberger Patrizier Sebald Rieter gekauft. 1492 gelangte es durch Erbfolge an die Patrizier Kreß von Kressenstein, in deren Besitz es die nächsten dreieinhalb Jahrhunderte bleiben sollte.
Gegen Ende des 18. Jahrhunderts gab es in Rezelsdorf 15 Anwesen (4 Höfe, 6 Sölden, 3 Tropfhäuser und 2 Häuser). Daneben gab es ein Schloss, eine Kirche, ein Pfarrhaus, ein Wirtshaus und eine Ziegelei. Das Hochgericht übte das brandenburg-bayreuthische Kasten- und Jurisdiktionsamt Dachsbach aus. Die Dorf- und Gemeindeherrschaft sowie die Grundherrschaft über alle Anwesen hatte das Rittergut Retzelsdorf.
Von 1797 bis 1810 unterstand der Ort dem Justizamt Dachsbach und Kammeramt Neustadt. 1810 kam Rezelsdorf an das Königreich Bayern. Im Rahmen des Gemeindeedikts wurde der Ort dem 1811 gebildeten Steuerdistrikt Kairlindach und der 1813 gebildeten Ruralgemeinde Sauerheim zugeordnet. Mit dem Zweiten Gemeindeedikt (1818) entstand die Ruralgemeinde Rezelsdorf. Sie wurde bereits 1819 mit Sintmann kombiniert. 1824 wurde die Ruralgemeinde Sauerheim mit Mitteldorf in die Ruralgemeinde Rezelsdorf eingegliedert. Die Gemeinde Rezelsdorf war in Verwaltung und Gerichtsbarkeit dem Landgericht Neustadt an der Aisch zugeordnet und in der Finanzverwaltung dem Rentamt Neustadt an der Aisch. In der freiwilligen Gerichtsbarkeit unterstanden in Sauerheim ein Anwesen dem Patrimonialgericht Weisendorf (bis 1848), ein weiteres Anwesen dem Patrimonialgericht Neuenbürg (bis 1835). Am 12. Juli 1827 wurde die Gemeinde Rezelsdorf dem Landgericht Herzogenaurach und dem Rentamt Erlangen zugewiesen, am 1. Oktober 1847 schließlich dem Rentamt Herzogenaurach. 1857 erwarb eine Gemeinschaft von 15 Bauern den gesamten Kressischen Besitz, das Schloss wurde weiter verkauft und 1870 abgebrochen.
Von 1875 bis 1895 trug der Ort den Namen Retzleinsdorf.
Ab 1862 gehörte Rezelsdorf zum Bezirksamt Höchstadt an der Aisch (1939 in Landkreis Höchstadt an der Aisch umbenannt) und weiterhin zum Rentamt Herzogenaurach (1919–1929: Finanzamt Herzogenaurach, seit 1929: Finanzamt Erlangen). Die Gerichtsbarkeit blieb beim Landgericht Herzogenaurach (1879 in das Amtsgericht Herzogenaurach umgewandelt), seit 1959 ist das Amtsgericht Erlangen zuständig. Die Gemeinde hatte eine Gebietsfläche von 10,173 km².
Am 1. Januar 1972 wurde Rezelsdorf im Zuge der Gebietsreform in die Gemeinde Weisendorf eingegliedert.

### Baudenkmäler
- Rezelsdorfer Straße 11: Ehemalige Schule
- Sebald-Rieter-Weg 2: Evangelisch-lutherische Filialkirche St. Katharina
- Am Brunnenhof 14: Steinkreuz
- Ziegelhüttenweg 1: Wohnstallhaus mit gedecktem Ziehbrunnen
- Im Schafhof 18: Ehemaliges Wohnstallhaus

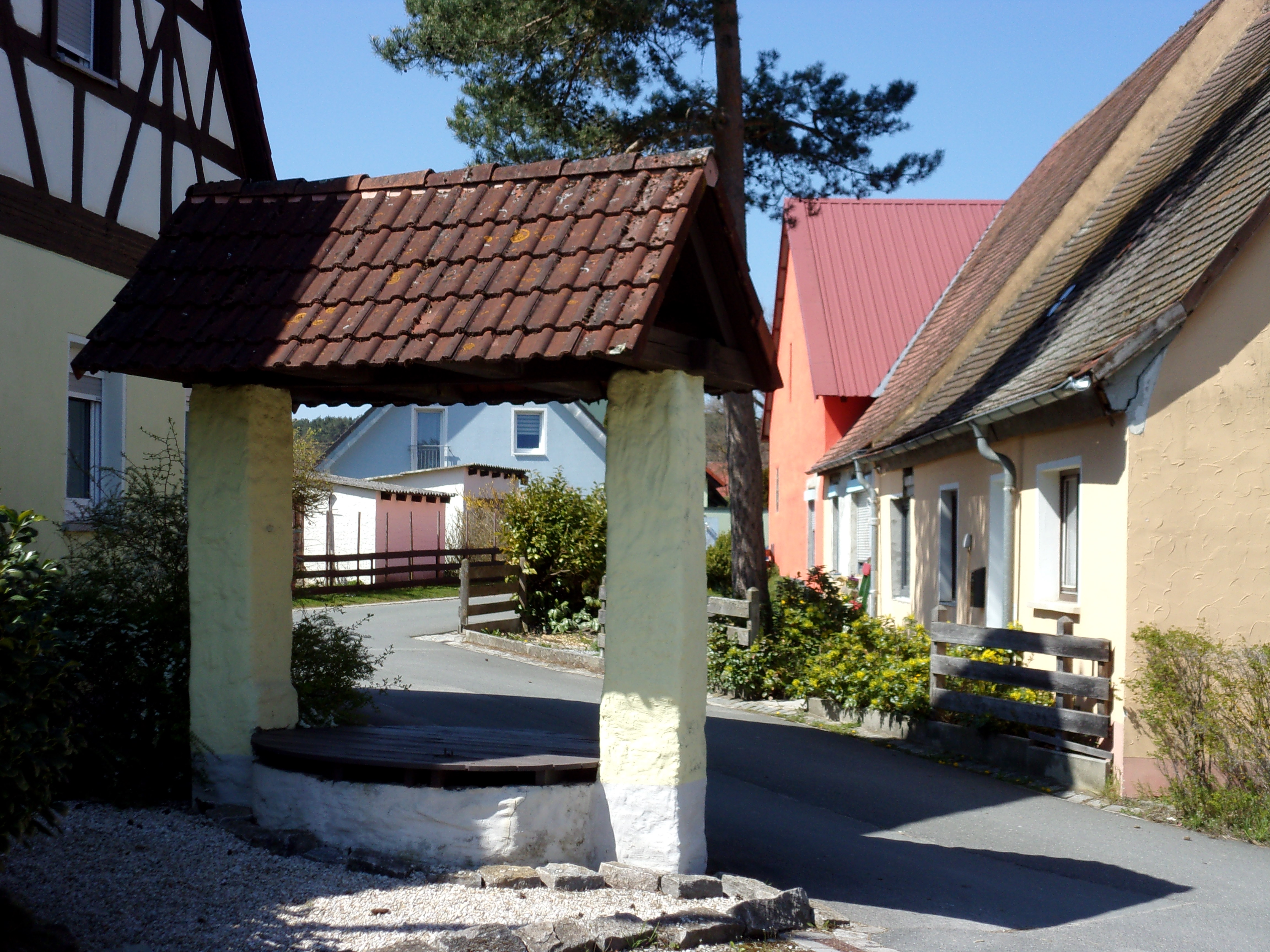
Gedeckter Ziehbrunnen
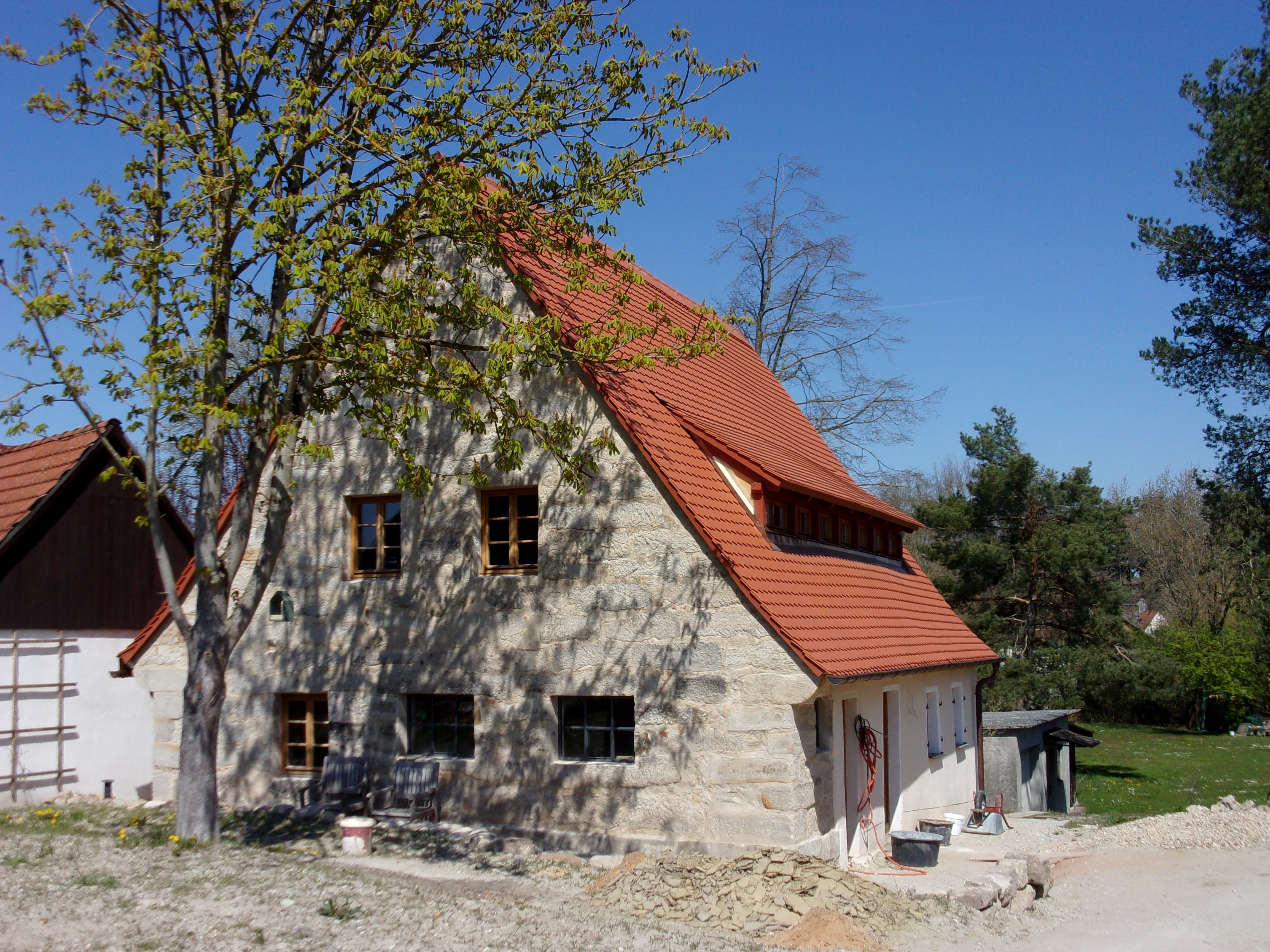
Ehemaliges Hirtenhaus

### Einwohnerentwicklung
Gemeinde Rezelsdorf
| Jahr      | 1818   | 1840   | 1852   | 1855   | 1861   | 1867   | 1871   | 1875   | 1880   | 1885   | 1890   | 1895   | 1900   | 1905   | 1910   | 1919   | 1925   | 1933   | 1939   | 1946   | 1950   | 1952   | 1961   | 1970   |
| Einwohner | 283    | 340    | 336    | 340    | 338    | 350    | 340    | 333    | 333    | 344    | 332    | 321    | 317    | 313    | 317    | 315    | 311    | 297    | 267    | 458    | 428    | 408    | 307    | 306    |
| Häuser    | 54     |        |        |        |        |        | 57     |        |        | 59     | 60     |        | 60     |        |        |        | 55     |        |        |        | 55     |        | 59     |        |
| Quelle    | [ 14 ] | [ 15 ] | [ 15 ] | [ 15 ] | [ 16 ] | [ 17 ] | [ 18 ] | [ 19 ] | [ 20 ] | [ 21 ] | [ 22 ] | [ 15 ] | [ 23 ] | [ 15 ] | [ 24 ] | [ 15 ] | [ 25 ] | [ 15 ] | [ 15 ] | [ 15 ] | [ 26 ] | [ 15 ] | [ 11 ] | [ 27 ] |

Ort Rezelsdorf
| Jahr      | 1818   | 1861   | 1871   | 1885   | 1900   | 1925   | 1950   | 1961   | 1970   | 1987   | 2019  |
| Einwohner | 118    | 147    | 151    | 155    | 155    | 159    | 207    | 143    | 141    | 214    | 304   |
| Häuser    | 20     |        |        | 28     | 28     | 29     | 28     | 28     |        | 58     |       |
| Quelle    | [ 14 ] | [ 16 ] | [ 18 ] | [ 21 ] | [ 23 ] | [ 25 ] | [ 26 ] | [ 11 ] | [ 27 ] | [ 28 ] | [ 1 ] |

## Religion
Bis 1358 gehörte der Ort kirchlich zu Büchenbach, von da an zur neu gegründeten Pfarrei Weisendorf. Seit der Reformation ist der Ort evangelisch-lutherisch geprägt. Die Einwohner römisch-katholischer Konfession sind nach St. Josef (Weisendorf) gepfarrt.